# Ricardo Lunari
Ricardo Gabriel Lunari (San José de La Esquina, 6 de febrer de 1970) és un exfutbolista i entrenador argentí. Com a futbolista ocupava la posició de migcampista. Hi va militar en onze equips de nou països diferents.
Inicia la seua carrera el 1991 amb Newell's Old Boys, amb qui guanya dos campionats. El 1993 recala al xilè Universidad Católica.
En la seua primera campanya arriba a la final de la Copa Libertadores. Després de disputar la competició mexicana amb el Club Deportivo Atlas de Guadalajara i el Puebla, i la colombiana amb el Millonarios, el 1996 hi retorna a la Universidad Católica, amb qui s'imposa en el títol de 1997. El migcampista marca el segon gol de la final contra el Club Social y Deportivo Colo-Colo.
Posteriorment milita a la UD Salamanca i al SC Farense. L'any 2000 retorna al seu país per incorporar-s'hi al Club Atlético San Lorenzo de Almagro. Cap al final de la seua carrera juga a Bolívia, Veneçuela i a Itàlia, amb l'amateur Guspini.
Debuta com a entrenador al març del 2008, tot dirigint al bolivià Guabirá, on només hi roman durant cinc partits. Més tard, ha estat assistent a Newell's Old Boys i a Chacarita Juniors.

## Títols
- 90/91 Primera Divisió argentina
- 1992 Torneig Clausura
- 1997 Lliga xilena
- 2001 Lliga boliviana